# Liste der Naturdenkmale in Hochspeyer
Die Liste der Naturdenkmale in Hochspeyer nennt die im Gemeindegebiet von Hochspeyer ausgewiesenen Naturdenkmale (Stand 2. April 2013).

## Naturdenkmale
| Nr.         | Bezeichnung      | Lage                                                          | Beschreibung                            | Bild            |
| ----------- | ---------------- | ------------------------------------------------------------- | --------------------------------------- | --------------- |
| ND-7335-209 | Mönchhoferfels   | südöstlich des Ortes und nördlich des Leinbachtals Lage       | auch Münchhofer Fels; Buntsandsteinfels | Fotos hochladen |
| ND-7335-210 | Schreinerbrunnen | südwestlich des Ortes und nordwestlich von Waldleiningen Lage | auch Mittelborn; gefasste Quelle        | Fotos hochladen |